# 오카와촌 (에히메현)
오카와촌(大川村)은 에히메현 기타군에 설치되었던 촌이다. 현재의 오즈시에 해당한다.